# Феклисова, Наталья Евгеньевна
Ната́лья Евге́ньевна Фе́клисова (10 октября 1974, Ильичёвск) — украинская гребчиха-байдарочница, выступала за сборную Украины во второй половине 1990-х — первой половине 2000-х годов. Участница двух летних Олимпийских игр, бронзовая призёрша чемпионата мира, чемпионка Европы, победительница многих регат национального и международного значения.

## Биография
Наталья Феклисова родилась 10 октября 1974 года в городе Ильичёвск Одесской области Украинской ССР. Активно заниматься греблей начала с раннего детства, проходила подготовку в одесском спортивном обществе «Украина».
Благодаря череде удачных выступлений удостоилась права защищать честь страны на летних Олимпийских играх 1996 года в Атланте — в программе четвёрок на пятистах метрах дошла стадии полуфиналов, где финишировала четвёртой. Четыре года спустя прошла квалификацию на Олимпийские игры в Сиднее, в двойках на пятистах метрах вместе с напарницей Анной Балабановой остановилась в полуфинале, тогда как в четвёрках сумела пробиться в финал и показала в решающем заезде пятый результат, немного не дотянув до призовых позиций.
Первого серьёзного успеха на взрослом международном уровне добилась в 2001 году, когда попала в основной состав украинской национальной сборной и побывала на чемпионате Европы в Милане, откуда привезла награду золотого достоинства, выигранную в зачёте четырёхместных байдарок на дистанции 1000 метров. Позже выступила на чемпионате мира в польской Познани, где в той же дисциплине стала бронзовой призёршей, пропустив вперёд экипажи из Венгрии и Польши. Вскоре по окончании этих соревнований приняла решение завершить карьеру профессиональной спортсменки, уступив место в сборной молодым украинским гребчихам.